# Stagflacija
Stagflacija je stanje države ili područja monetarne unije u kojem se gospodarstvo istodobno u stanju stagnacije i inflacije.
Pojam dolazi iz područja makroekonomije koji opisuje razdoblje visoke inflacije, dok nacionalni proizvod pada ili se barem ne povećava. Gospodarstvo tada ne raste ili pada, stopa nezaposlenosti se zadržava na istoj razini, ali ipak se povećava razina cijena.